# Katharina Waldner
Katharina Waldner (* 28. Januar 1965 in St. Gallen) ist eine schweizerische Religionswissenschaftlerin.

## Leben
Nach einem Studium der Klassischen Philologie und Archäologie an der Universität Zürich, das sie mit dem Lizentiat (1993) abschloss, wurde Katharina Waldner 1997 ebendort mit einer Studie zu Geschlechterdifferenz und Initiation in Mythos und Ritual promoviert, wobei sie in der Zeit von 1994 bis 1997 Stipendiatin im Graduiertenkolleg Geschlechterdifferenz und Literatur der LMU München war. Daran schlossen Assistenzen in der Gräzistik der HU Berlin und der LMU München (1998–2003) an sowie die Mitarbeit am DFG-Schwerpunktprogramm Römische Reichs- und Provinzialreligion an der Universität Erfurt (2003–2007). Nach einer Vertretung der Juniorprofessur Theorie und Geschichte antiker Religionen in Erfurt (2007–2008) erfolgte 2008 die Habilitation in Religionswissenschaft/Religionen der Antike mit einer Arbeit zum frühchristlichen Martyrium im Kontext der kaiserzeitlichen Kultur. Einen Ruf an die Professur für Allgemeine Religionswissenschaft der Universität Erfurt nahm sie 2009 an.
Ihr Forschungsinteresse gilt den Religionen des antiken Mittelmeerraums, dem frühen Christentum im Kontext der kaiserzeitlichen Kultur. Weitere Schwerpunkte sind die Themen Martyrium, Trauma und Gewalt im frühen Christentum, Rituale und Ritualtheorien, Religion und Gender sowie Religion und Raum.

## Schriften (Auswahl)
- Mit Isabella Schwaderer (Hrsg.): Annäherungen an das Unaussprechliche. Ästhetische Erfahrung in kollektiven religiösen Praktiken. transcript, Bielefeld 2020, ISBN 978-3-8376-4725-9.
- Mit Dorothee Elm von  der  Osten und Jörg  Rüpke (Hrsg.): Texte  als  Medium und Reflexion von Religion im römischen Reich. Steiner, Stuttgart 2006 (=Potsdamer altertumswissenschaftliche Beiträge 14), ISBN 978-3-515-08641-7.
- Geburt und Hochzeit des Kriegers. Geschlechterdifferenz und Initiation in Mythos und Ritual der griechischen Polis. De Gruyter, Berlin/New York 2000 (=Religionsgeschichtliche Versuche und Vorarbeiten 64), ISBN 978-3-11-081447-7.